# Р239 (автодорога)
Р-239 Казань — Оренбург — Акбулак — граница с Республикой Казахстан — автомобильная дорога федерального значения с асфальтовым покрытием,протяжённостью около 900 км, соединяющая города Казань, Чистополь, Альметьевск, Бугульма, Бавлы, Оренбург, Соль-Илецк, Акбулак.

## Оренбургский тракт в пределах Республики Татарстан

### В пределах и пригородах города Казани
Основная статья: Оренбургский тракт (Казань)
Началом автодороги Р-239 в городе Казани является магистральный Оренбургский тракт, расположенный в Приволжском районе города и являющийся продолжением проспекта Универсиады.
В 3 км от границы города развязка с примыкающей автодорогой Р-244 Казань — Атабаево.
Оренбургский тракт является основной автодорогой к Международному аэропорту Казань», в связи с чем до развязки с дорогой на аэропорт (Р-245) тракт выполнен в виде полноценной четырёхполосной автомагистрали с разделёнными проезжими частями и освещением в тёмное время суток.
Трасса расширена до 6 полос,на выезде из Казани в районе Леруа Мерлен построена разворотная развязка. Планируется расширить до 6 полос участок с 10 по 13 километр до трассы Казань — Атабаево.
В летнее время на участке Казань — Аэропорт ограничение скорости 110 км/ч.
В перспективе возможно продление 4-х полосного участка до моста через реку Каму. Это необходимо в связи со строительством трассы М-12 и увеличившимся траффиком. В 2022 году начнется реконструкция участка с 20 по 43 километр с обходом села Сокуры. Также планируется капремонт участка с 43 по 53 километр c расширением до 4-х полос.

### В пределах Лаишевского района
После развязки на аэропорт начинается территория Лаишевского района, тракт сужается до двухполосной дороги без освещения в тёмное время суток. До пересечения Камы тракт проходит через несколько крупных населённых пунктов: с. Сокуры, с. Именьково, с. Полянка. В данных населённых пунктах скорость движения ограничена в 40 км/ч.
Перед мостом через Каму к автодороге примыкает построенная в 2010 — 2011 годах перемычка Шали — Сорочьи Горы от М-7 (Волга), позволившая движение между М-7 и мостом в обход густонаселённой местности.

### Мост через Каму
Основная статья: Мост через Каму на автодороге Р239

Участок автодороги (мостовой переход через реку Каму)

Элемент мостового перехода через реку Каму

Мост через Каму — мостовой переход через Каму между селом Сорочьи Горы Рыбно-Слободского района (север, правый берег) и пгт. Алексеевское Алексеевского района (юг, левый берег). В августе 2016 года открыта 2-я очередь мостового перехода, движение по мосту и на подходах к нему 4-х полосное.

### В пределах Алексеевского района

Р-239 в Алексеевском районе РТ

После моста автодорога упирается в развязку, от которой уходит на восток. На запад от развязки отходит автодорога Р-240, на юг отходит автомагистраль Западная Европа — Западный Китай». Участок автомагистрали Западная Европа — Западный Китай от моста до Альметьевска длиной 145 км является дублёром Р-239.
Через километр после развязки въезд в пгт. Алексеевское. Автодорога является главной транспортной магистралью этого районного центра, в большинстве случаев скорость ограничена в 40 км/ч.
За посёлком, на отрезке Алексеевское — Сахаровка, тракт проложен с запада на восток. На данном отрезке практически отсутствуют повороты, что позволяет совершить обгон длинномерных или тихоходных транспортных средств.
В 3 км от Сахаровки дорога выходит за пределы района.

### В пределах Чистопольского района
После пересечения границы районов асфальтовое покрытие обновлено, а проезжая часть расширена. На подъездах к Чистополю затяжные спуски и подъёмы с поворотами, в связи с чем на протяжении почти 5 км обгон запрещён, а скорость ограничена. На данном участке транспортные потоки пересекают мост через реку Малую Бахту.
Автодорога обходит город с юга, образуя Чистопольскую объездную дорогу. Несмотря на это, с автодороги Р-239 в город Чистополь заходит несколько радиальных автодорог, создающих дорожный скелет города.
По окончании города на Х-образном перекрёстке автодорога устремляется на юго-восток.

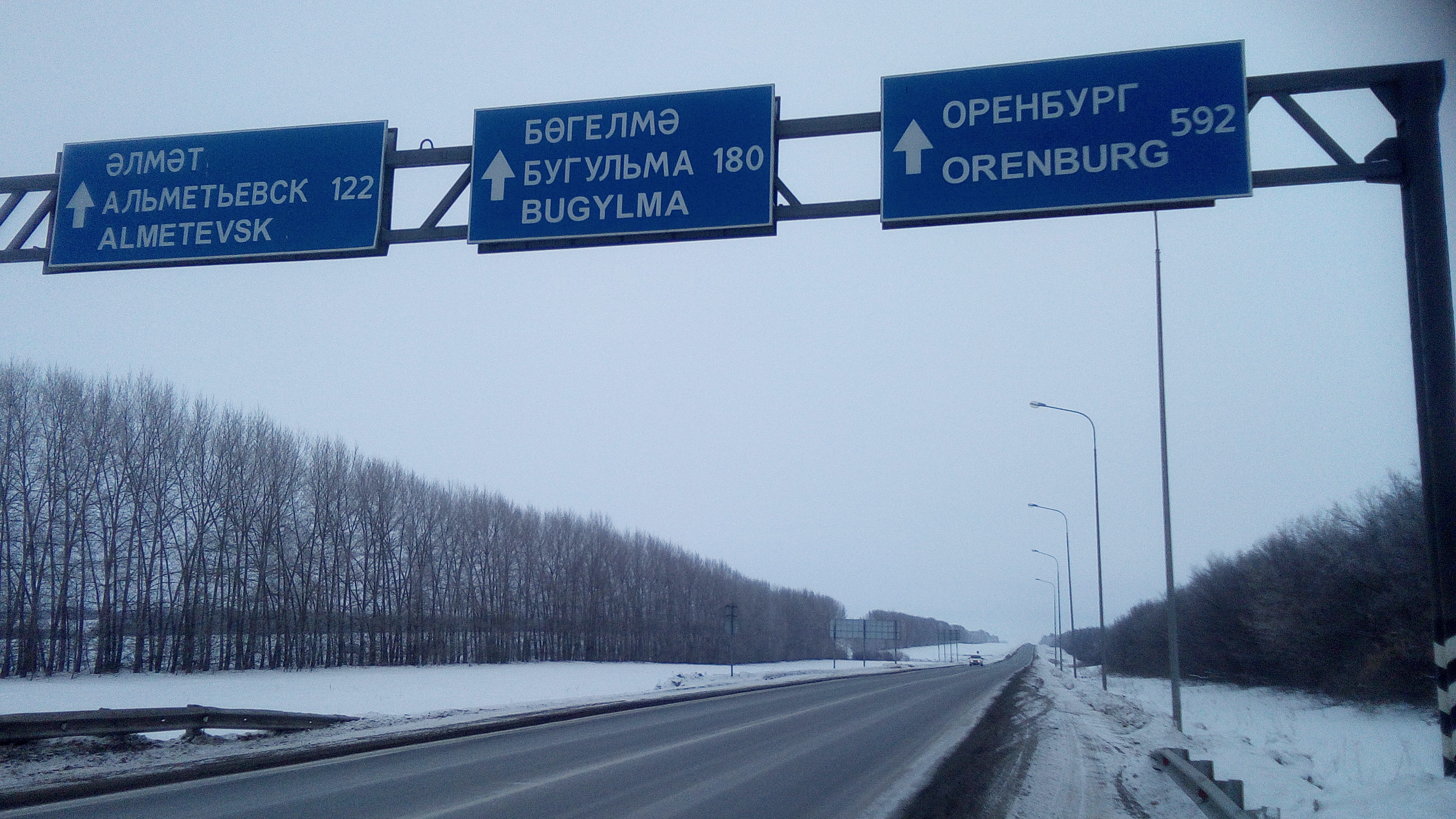
Указатель расстояний на Р-239 неподалёку от г. Чистополя на упомянутом Х-образном перекрёстке

В дальнейшем, по территории района автодорога проложена изгибами через значительные спуски и подъёмы. На многих участках запрещён обгон и ограничена скорость.

### В пределах Новошешминского района
Р-239 пересекает северо-восточную часть района по диагонали. На данном отрезке автодорога имеет значительные изгибы, а также проложена через холмы. При движении по населённым пунктам скорость ограничена до 40 км/ч.
Здесь Р-239 имеет холмисто-равнинный профиль с частыми подъёмами и спусками, на которых в большинстве случаев расширяется до трёх полос: две из которых на подъём, и одна на спуск.

### В пределах Альметьевского района
На 235 километре на повороте на Шугурово заканчивается автомагистраль Алексеевское-Альметьевск
Проходя по району, дорога пересекает регулируемый железнодорожный переезд с линией Акбаш — Агрыз, сразу за которым примыкает второстепенная дорога из Лениногорска (направо).Взамен переезда планируется построить путепровод. Далее дорога частично проходит через город Альметьевск и огибает с юга крупный пригородный посёлок Нижняя Мактама, в результате чего на данном отрезке значительно затруднено движение автотранспорта.
Оренбургский тракт в Альметьевске значительно интегрирован с транспортной системой города. Летом 2011 года участок трассы в пределах города был расширен до 6 полос, по 3 полосы в каждую сторону.
После Нижней Мактамы дорога ведёт в село Абдрахманово. Скоростной режим здесь ограничен 40 км/ч. 
Обход Альметьевска до конца не достроен. 

### В пределах Бугульминского района
Минуя посёлок Карабаш, попадаем на перекрёсток перед въездом в город. Здесь Р-239 поворачивает направо (расстояния до Самары 304 км, Оренбурга 359 км), прямо Бугульма (2 км), налево Азнакаево (на указателе отсутствует). Возможны два варианта проезда: направо по объездной дороге, либо прямо через город, скорость ограничена 50 км/ч. Через 1 км после перекрёстка примыкает второстепенная дорога Бугульма — Лениногорск, а главная дорога плавно поворачивает налево. На этом участке Р-239 пересекает второстепенную дорогу районного значения Бугульма — Вязовка — Коногоровка, затем по автомобильному мосту пересекает Ульяновский ход Куйбышевской железной дороги, автодорогу Р-246 Бугульма — Бузулук — Уральск, мимо села Забугоровка и примыкание Бугульминского шоссе. Р-239 попадает на перекрёсток с круговым движением. Если проехать через город и затем через посёлок Малая Бугульма, то Р-239 сначала пересекает регулируемый железнодорожный переезд Ульяновского хода, перед тем как попасть на перекрёсток с круговым движением, где дорога из города соединяется с Р-239 по объездной дороге. Проходя мимо посёлков Восточный, Старое- и Новое Исаково Р-239 попадает в Бавлинский район.

### В пределах Бавлинского района

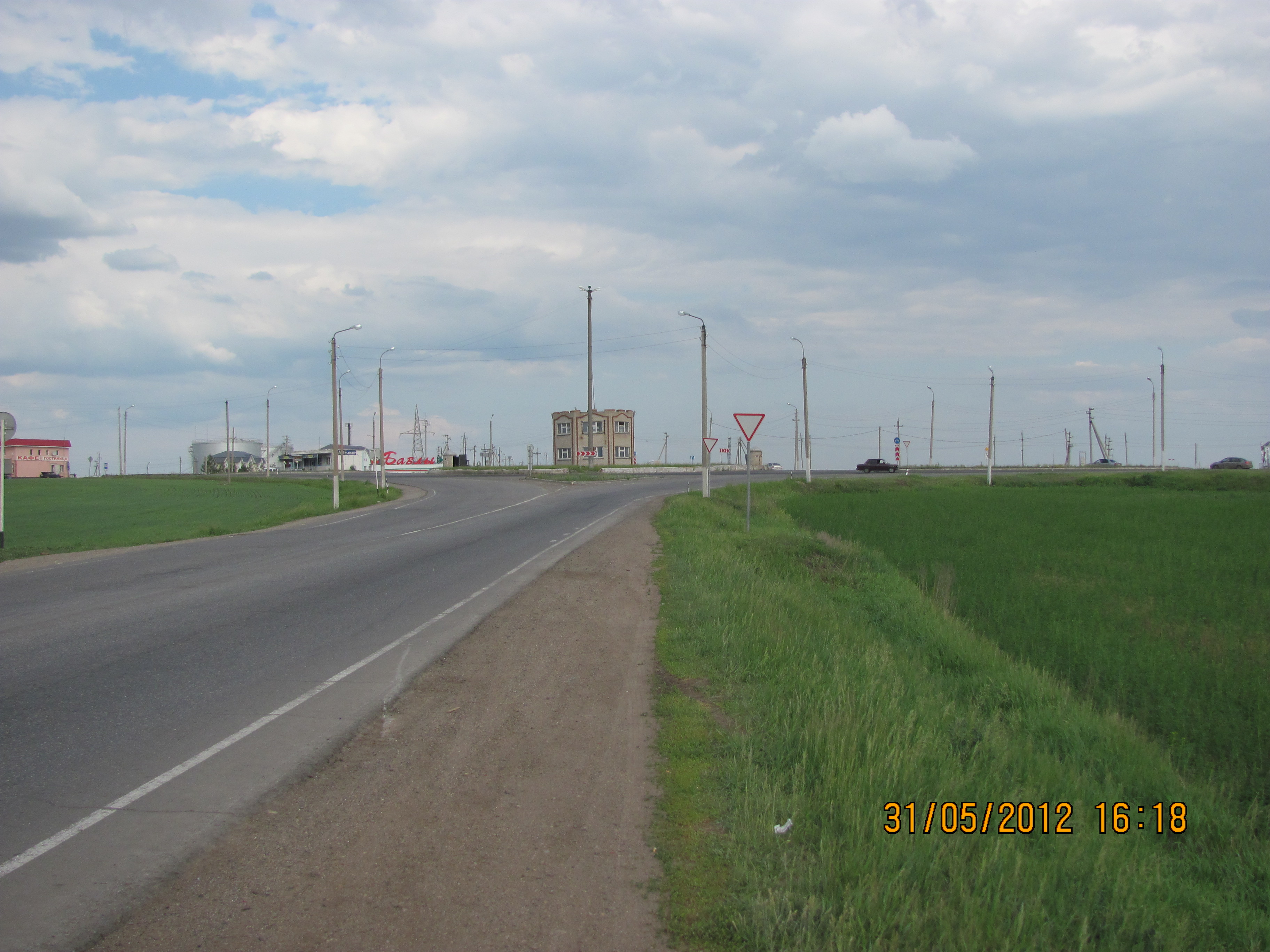
Пост ДПС на Бавлинском перекрёстке

Въезд в район начинается с затяжного подъёма длиной более 1400 м согласно знаку, преодолев который попадаем на Бавлинский перекрёсток. В этом месте расположен стационарный пост ДПС. На перекрёстке организовано круговое движение, где Р-239 является второстепенной по отношению к М-5 «Урал». Сначала следует уступить дорогу транспорту из Уфы (слева), через 20 метров транспорту из Самары (справа).
На указателе направлений обозначено: налево Уфа, 194 км; прямо  Бавлы, 5 км и Оренбург, 376 км; направо Самара, 267 км.
Через 1 км после перекрёстка начинается длинный спуск до города Бавлы. Оренбургский тракт проходит непосредственно через город. Скоростной режим движения в городе ограничен 40 км/ч, кроме этого, в некоторых местах установлены знаки «Обгон запрещён». Через 5 км от первого светофора Р-239 упирается в Х-образный перекрёсток, где поворачивает направо, а прямо ведёт дорога Бавлы — Октябрьский. После этого перекрёстка, через 8 км дорога проходит через село Исергапово, где скорость также ограничена 40 км/ч. Затем Р-239 пролегает через село Шалты, скорость движения ограничена 40 км/ч, и выходит на границу Республики Татарстан и Оренбургской области. В ознаменовании этого установлена стела.
На всём протяжении от Исергапова до Абдулина Р-239 проложена параллельно реке Ик.
На участке дороги от Исергапова до Бакалов уложен асфальт. У посёлка Урустамак мимо Николашкина и почти до села Шалты дорога находится в плохом состоянии: многочисленные выбоины, временные заплатки. Местами верхний слой асфальта снят и покрыт битумом.

## Оренбургский тракт в пределах Оренбургской области

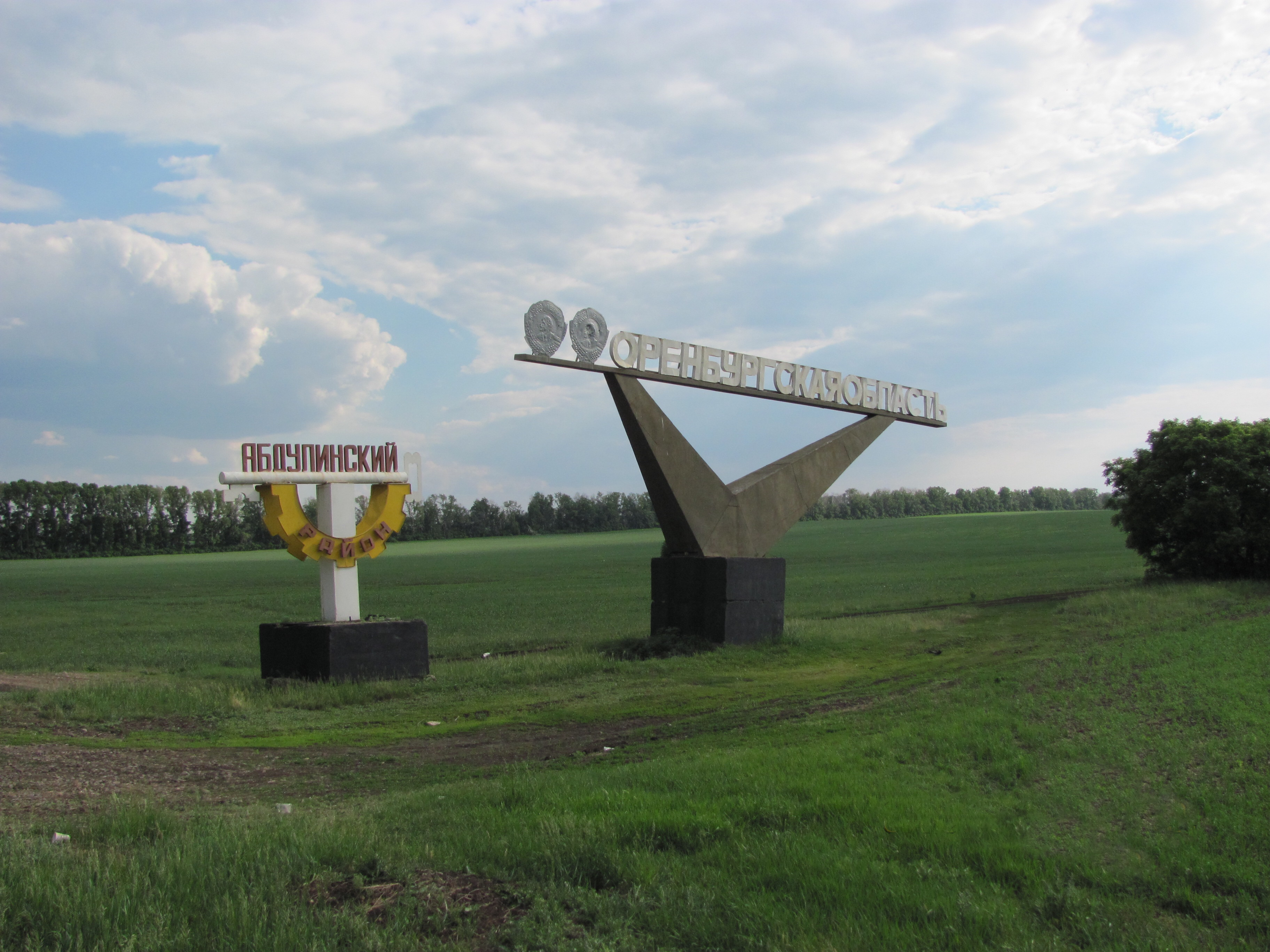
Граница Татарстана и Оренбургской области

От границы до Абдулина дорога проходит в стороне от населённых пунктов, поэтому скоростных ограничений нет, за исключением некоторых участков вблизи перекрёстков, где установлены знаки 70 и 50 км/ч.
На перекрёстке перед Абдулино Р-239 поворачивает налево (Оренбург, 273 км), обходя город с востока, прямо Абдулино и Бугуруслан (104 км). На расстоянии 1,5 км от перекрёстка, сразу за АЗС справа следует примыкание второстепенной дороги Абдулино — Бугуруслан. Автодорога, обходя город, пересекает по автомобильному путепроводу исторический ход Транссиба. Далее дорога идёт по территории Пономарёвского района, проходит через Шарлыкский район. В селе Шарлык есть поворот на Новосергиевку. Далее дорога идёт по Октябрьскому району. В селе Биккулово есть поворот на Октябрьское. Далее около посёлка Салмыш дороги Казань — Оренбург и Уфа — Оренбург соединяются за 55 км до Оренбурга.
Далее дорога идёт по Сакмарскому району. В Татарской Каргале есть мост через реку Сакмару, можно объехать село до развязки в районе посёлка имени Ленина, где мост более широкий, чем в Татарской Каргале, грузовому транспорту проезд по Татарской Каргале запрещен. Далее трасса идёт по Загородному шоссе Оренбурга и уходит на Соль-Илецк. В сентябре 2018 году открыли участок южного обхода Оренбурга.
После Оренбурга трасса уходит на юг к Соль-Илецку, после поворачивает на юго-восток в сторону Акбулака и заканчивается у МАПП «Сагарчин».
Участок Оренбург — Соль-Илецк планируется расширить до 4 х полос.
В состав трассы входит обход Оренбурга и участок Холодные Ключи — Нижняя Павловка